# .300 Winchester Magnum

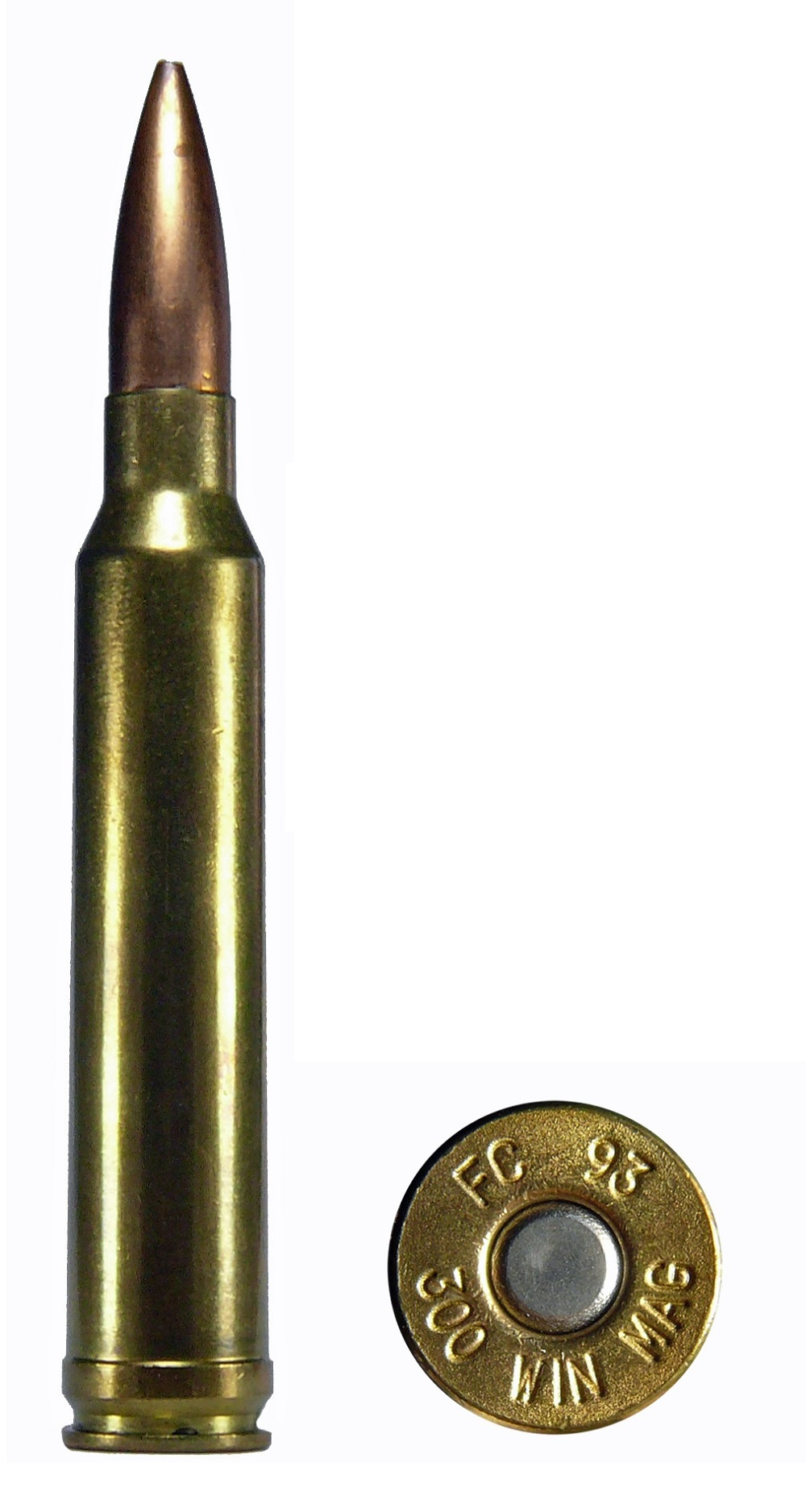
O cartucho .300 Winchester Magnum.

O .300 Winchester Magnum (também conhecido como .300 Win Mag ou 300WM) (7,62×67mmB) é um cartucho de fogo central magnum, para rifle cinturado em forma de "garrafa", que foi introduzido pela Winchester Repeating Arms Company em 1963. 

## Caraterísticas
O .300 Winchester Magnum é um cartucho magnum projetado para caber em mecanismo de ação padrão para rifles. É baseado no .375 H&H Magnum, que foi alargado, encurtado e teve o "pescoço" estreitado para aceitar uma bala de calibre .30 (7,62 mm).
O .300 Win Mag é extremamente versátil e foi adotado por uma ampla gama de usuários, incluindo caçadores, atiradores, unidades militares e departamentos de polícia. Os caçadores descobriram que esse cartucho é uma escolha versátil eficaz com opções de bala que vão desde o tiro mais plano de 165 grãos até as seleções mais pesadas, chegando a atingir 200+ grãos disponíveis de fábrica. O .300 Win Mag continua a ser o calibre .30 magnum mais popular entre os caçadores americanos, apesar de ser superado em desempenho pelos mais poderosos .300 e .30-378 Weatherby Magnums e pelo mais recente .300 Remington Ultra Magnum. É uma escolha popular para caçar alces, cervos e carneiros selvagens, pois pode oferecer melhor desempenho de longo alcance com melhor peso de bala do que a maioria dos outros cartuchos de calibre .30. Departamentos militares e de polícia adotaram o cartucho para snipers e marksmans. Como prova de sua precisão, desde sua introdução, ele ganhou várias competições de 1.000 jardas (910 m).